# Villenave-près-Béarn
Villenave-près-Béarn est une commune française située dans le nord-ouest du département des Hautes-Pyrénées, en région Occitanie.
Sur le plan historique et culturel, la commune est dans la province du Béarn, qui fut également un État et qui présente une unité historique et culturelle à laquelle s’oppose une diversité frappante de paysages au relief tourmenté. Exposée à un climat océanique altéré, elle est drainée par le Louet et par divers autres petits cours d'eau.
Villenave-près-Béarn est une commune rurale qui compte 69 habitants en 2022, après avoir connu un pic de population de 183 habitants en 1841. Elle fait partie de l'aire d'attraction de Pau..
Ses habitants sont appelés les Villenaviens.

## Géographie

### Localisation
La commune de Villenave-près-Béarn se trouve dans le département des Hautes-Pyrénées, en région Occitanie.
Elle se situe à 20 km à vol d'oiseau de Tarbes, préfecture du département, et à 12 km de Vic-en-Bigorre, bureau centralisateur du canton de Vic-en-Bigorre dont dépend la commune depuis 2015 pour les élections départementales.
La commune fait en outre partie du bassin de vie de Lembeye.
Les communes les plus proches sont : 
Bédeille (2,1 km), Maure (2,6 km), Escaunets (2,7 km), Sedze-Maubecq (2,8 km), Baleix (3,0 km), Momy (3,6 km), Pontiacq-Viellepinte (3,6 km), Bentayou-Sérée (3,9 km).
Sur le plan historique et culturel, Villenave-près-Béarn fait partie de la province du Béarn, qui fut également un État et qui présente une unité historique et culturelle à laquelle s’oppose une diversité frappante de paysages au relief tourmenté.

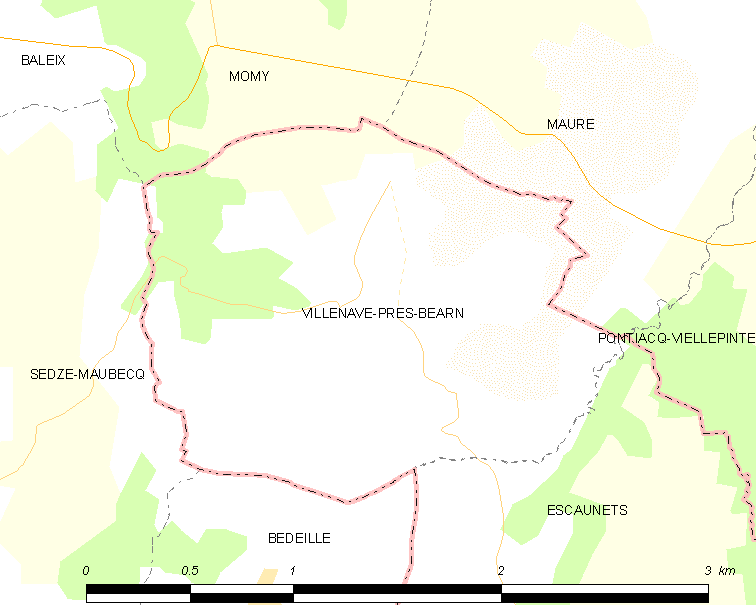
Carte de la commune de Villenave-près-Béarn et des proches communes.

|                                      | Momy (Pyrénées-Atlantiques)     | Maure (Pyrénées-Atlantiques) |
| Sedze-Maubecq (Pyrénées-Atlantiques) | Villenave-près-Béarn            |                              |
|                                      | Bédeille (Pyrénées-Atlantiques) | Escaunets                    |

A l'est, le territoire de Pontiacq-Viellepinte (Pyrénées-Atlantiques) n'est séparé que d'une cinquantaine de mètres.

### Hydrographie
La commune est dans le bassin de l'Adour, au sein du bassin hydrographique Adour-Garonne. Elle est drainée par le Louet et par divers petits cours d'eau, constituant un réseau hydrographique de 3 km de longueur totale,.
Le Louet, d'une longueur totale de 44,3 km, prend sa source dans la commune de Gardères et s'écoule vers le nord. Il traverse la commune et se jette dans l'Adour à Castelnau-Rivière-Basse, après avoir traversé 22 communes.

### Climat
Le climat est tempéré de type océanique, en raison de l'influence proche de l'océan Atlantique situé à peu près 150 km plus à l'ouest. La proximité des Pyrénées fait que la commune profite d'un effet de foehn, il peut aussi y neiger en hiver, même si cela reste inhabituel.
| Mois                              | jan.  | fév.  | mars  | avril | mai   | juin  | jui.  | août  | sep.  | oct.  | nov.  | déc.  | année   |
| --------------------------------- | ----- | ----- | ----- | ----- | ----- | ----- | ----- | ----- | ----- | ----- | ----- | ----- | ------- |
| Température minimale moyenne (°C) | 0,6   | 1,3   | 2,7   | 5,2   | 8,3   | 11,6  | 14,1  | 13,9  | 11,7  | 8     | 3,6   | 1,3   | 6,9     |
| Température moyenne (°C)          | 5,3   | 6,1   | 7,8   | 10    | 13,3  | 16,7  | 19,3  | 19    | 17,2  | 13,3  | 8,5   | 5,8   | 11,9    |
| Température maximale moyenne (°C) | 9,9   | 11    | 12,9  | 14,8  | 18,3  | 21,7  | 24,5  | 24    | 22,6  | 18,6  | 13,4  | 10,4  | 16,8    |
| Ensoleillement (h)                | 108,8 | 118,8 | 155,6 | 157,2 | 181,3 | 191,5 | 215,5 | 196,4 | 194,5 | 164,4 | 124,4 | 104,4 | 1 912,8 |
| Précipitations (mm)               | 112,8 | 97,5  | 100,2 | 105,7 | 113,6 | 80,7  | 57,3  | 70,3  | 71    | 85,2  | 93    | 112,1 | 1 099,4 |

### Milieux naturels et biodiversité
Aucun espace naturel présentant un intérêt patrimonial n'est recensé sur la commune dans l'inventaire national du patrimoine naturel,,.

## Urbanisme

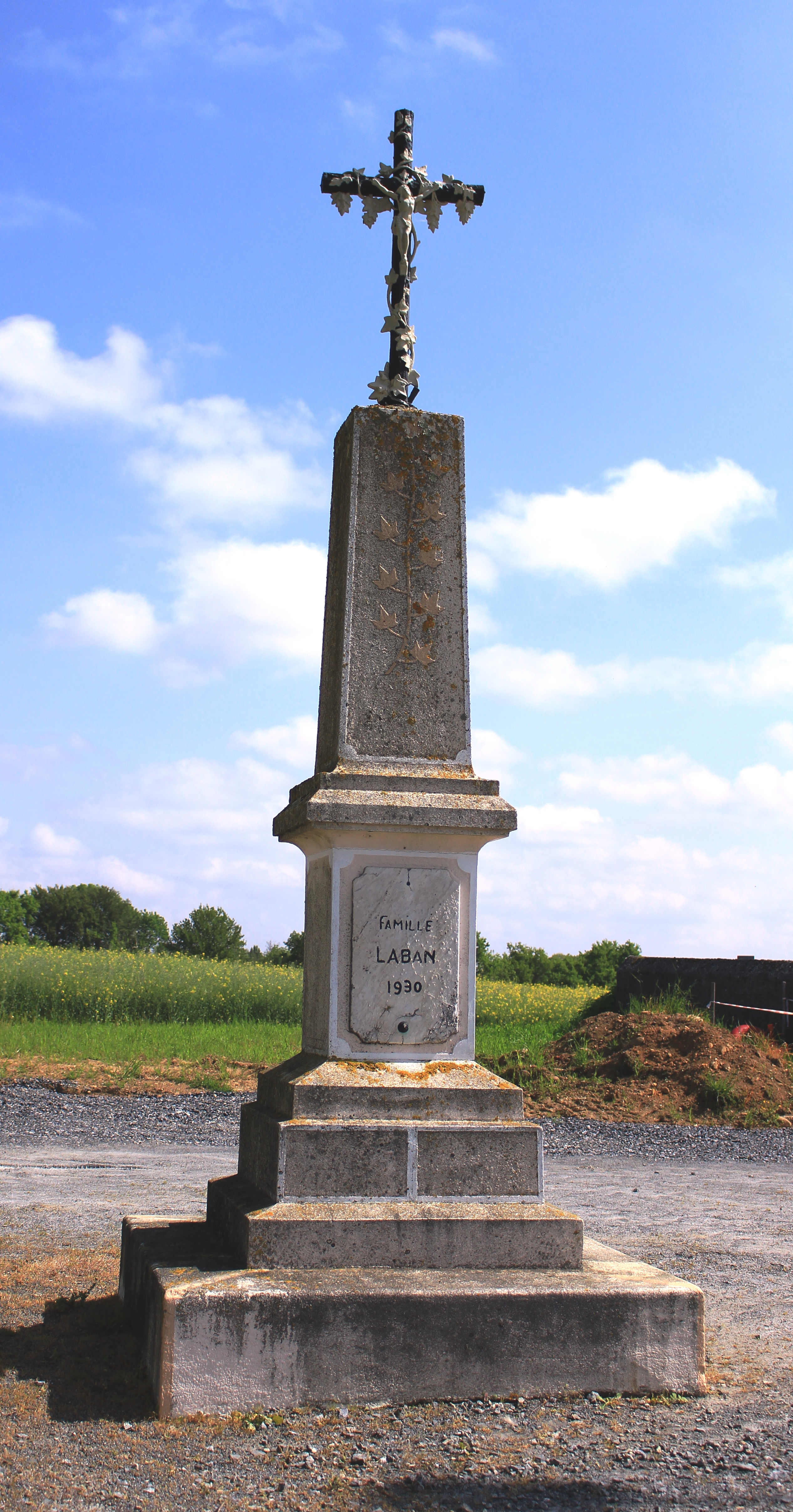
Une croix.

### Typologie
Au 1er janvier 2024, Villenave-près-Béarn est catégorisée commune rurale à habitat très dispersé, selon la nouvelle grille communale de densité à sept niveaux définie par l'Insee en 2022.
Elle est située hors unité urbaine. Par ailleurs la commune fait partie de l'aire d'attraction de Pau, dont elle est une commune de la couronne,. Cette aire, qui regroupe 227 communes, est catégorisée dans les aires de 200 000 à moins de 700 000 habitants,.

### Occupation des sols
L'occupation des sols de la commune, telle qu'elle ressort de la base de données européenne d’occupation biophysique des sols Corine Land Cover (CLC), est marquée par l'importance des territoires agricoles (88,8 % en 2018), une proportion identique à celle de 1990 (88,8 %). La répartition détaillée en 2018 est la suivante : 
zones agricoles hétérogènes (73,1 %), forêts (11,2 %), terres arables (8,3 %), prairies (7,3 %).
L'IGN met par ailleurs à disposition un outil en ligne permettant de comparer l’évolution dans le temps de l’occupation des sols de la commune (ou de territoires à des échelles différentes). Plusieurs époques sont accessibles sous forme de cartes ou photos aériennes : la carte de Cassini (XVIIIe siècle), la carte d'état-major (1820-1866) et la période actuelle (1950 à aujourd'hui).

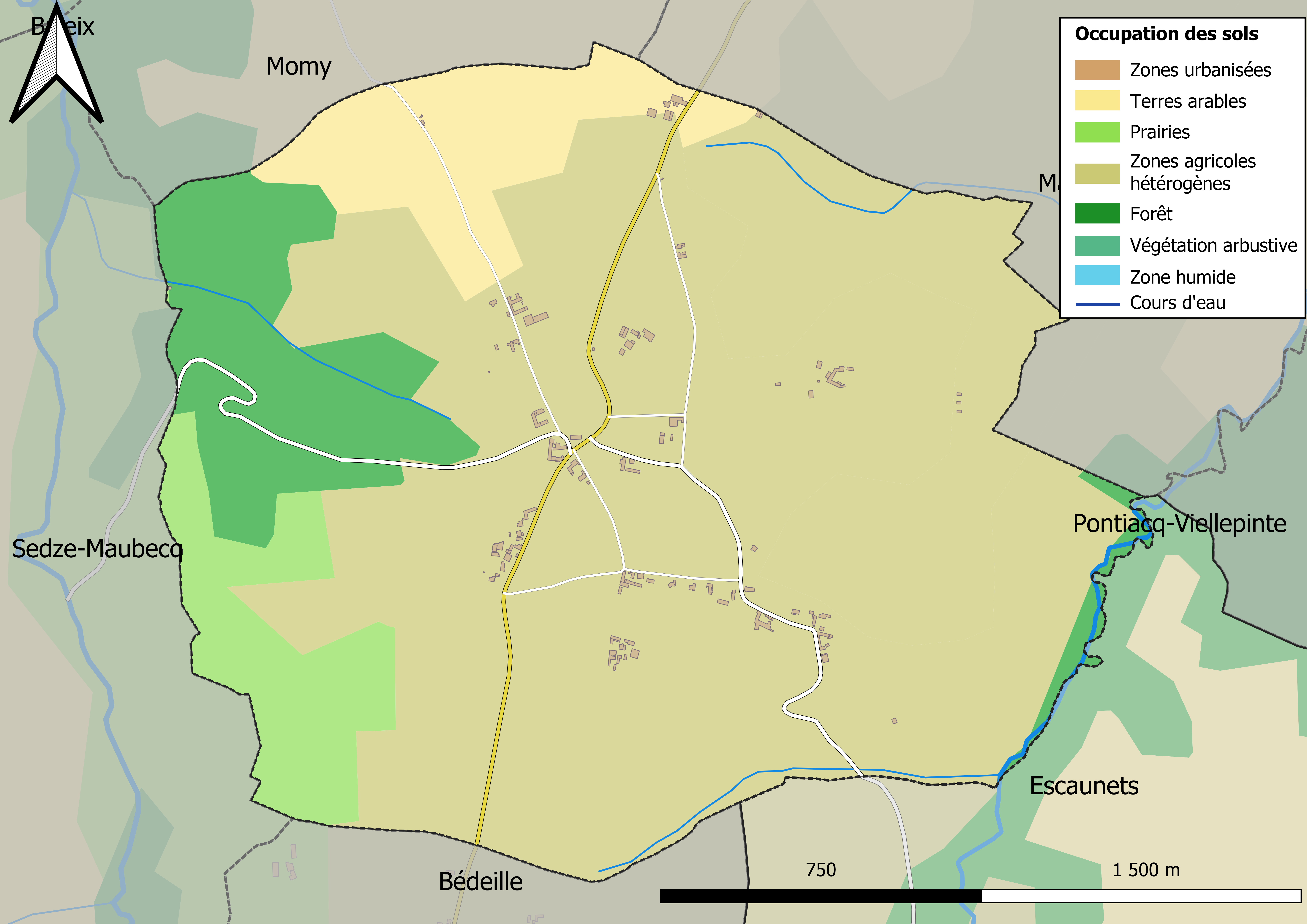
Carte des infrastructures et de l'occupation des sols en 2018 (CLC) de la commune.
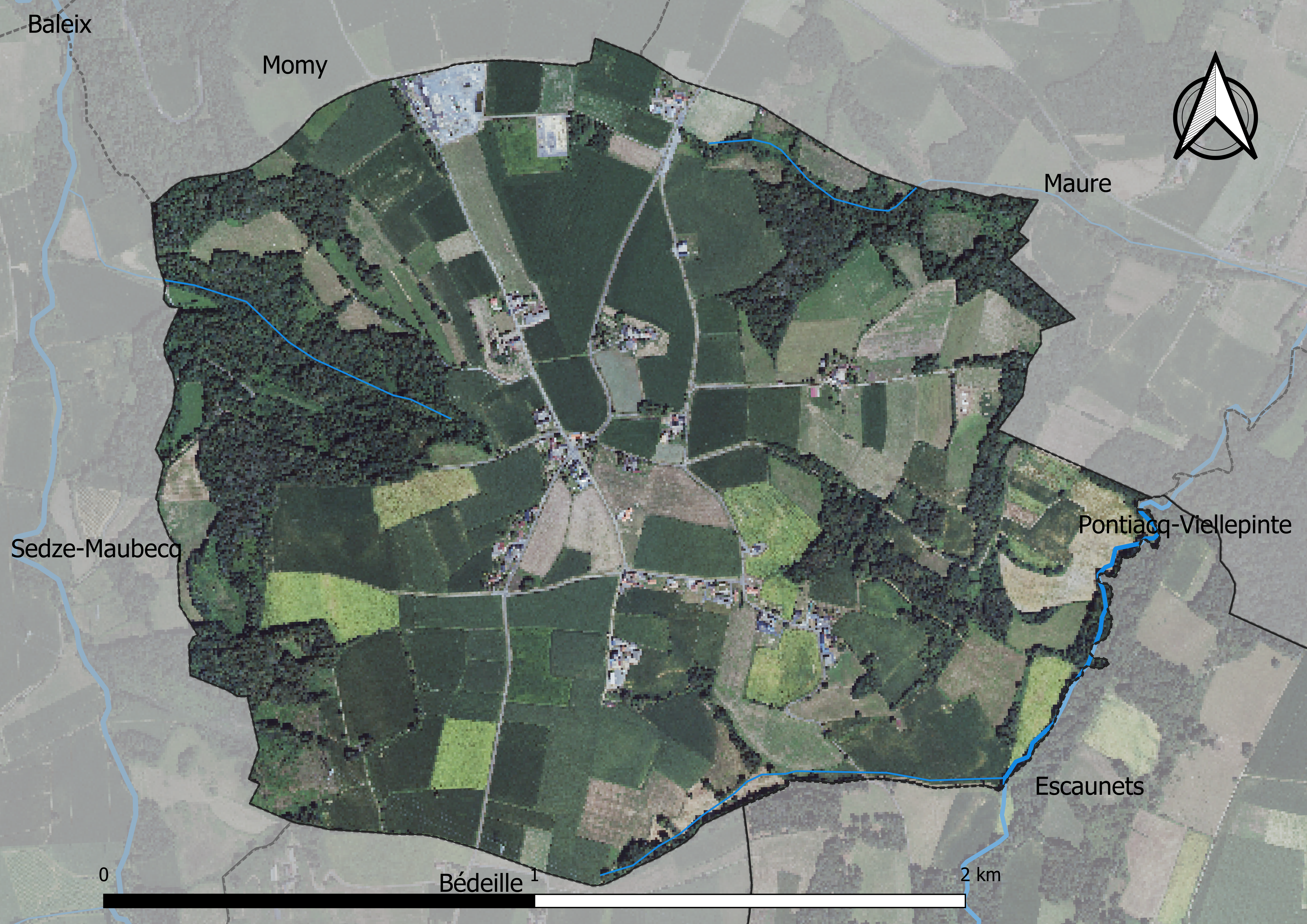
Carte orthophotogrammétrique de la commune.

### Logement
En 2012, le nombre total de logements dans la commune est de 32.

Parmi ces logements, 89,2 % sont des résidences principales, 2,7 % des résidences secondaires et 8,1 % des logements vacants.

### Risques majeurs
Le territoire de la commune de Villenave-près-Béarn est vulnérable à différents aléas naturels : météorologiques (tempête, orage, neige, grand froid, canicule ou sécheresse), inondations, mouvements de terrains et séisme (sismicité modérée). Il est également exposé à un risque particulier : le risque de radon. Un site publié par le BRGM permet d'évaluer simplement et rapidement les risques d'un bien localisé soit par son adresse soit par le numéro de sa parcelle.

#### Risques naturels
Certaines parties du territoire communal sont susceptibles d’être affectées par le risque d’inondation par débordement de cours d'eau, notamment le Louet. La cartographie des zones inondables en ex-Midi-Pyrénées réalisée dans le cadre du XIe Contrat de plan État-région, visant à informer les citoyens et les décideurs sur le risque d’inondation, est accessible sur le site de la DREAL Occitanie. La commune a été reconnue en état de catastrophe naturelle au titre des dommages causés par les inondations et coulées de boue survenues en 1982, 1999 et 2009,.
Villenave-près-Béarn est exposée au risque de feu de forêt. Un plan départemental de protection des forêts contre les incendies a été approuvé par arrêté préfectoral le 21 avril 2020 pour la période 2020-2029. Le précédent couvrait la période 2007-2017. L’emploi du feu est régi par deux types de réglementations. D’abord le code forestier et l’arrêté préfectoral du 27 octobre 2014, qui réglementent l’emploi du feu à moins de 200 m des espaces naturels combustibles sur l’ensemble du département. Ensuite celle établie dans le cadre de la lutte contre la pollution de l’air, qui interdit le brûlage des déchets verts des particuliers. L’écobuage est quant à lui réglementé dans le cadre de commissions locales d’écobuage (CLE)

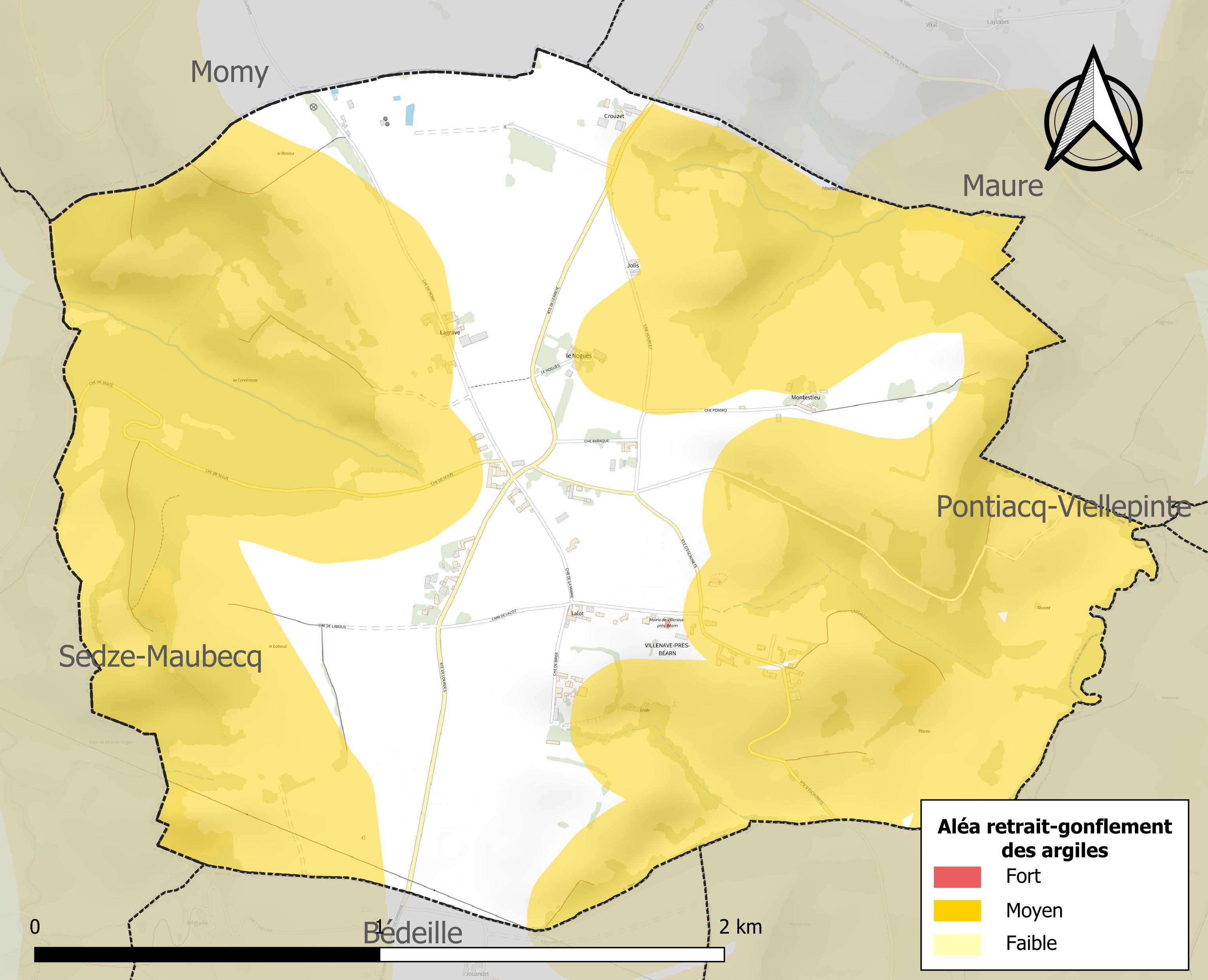
Carte des zones d'aléa retrait-gonflement des sols argileux de Villenave-près-Béarn.

Les mouvements de terrains susceptibles de se produire sur la commune sont des tassements différentiels.
Le retrait-gonflement des sols argileux est susceptible d'engendrer des dommages importants aux bâtiments en cas d’alternance de périodes de sécheresse et de pluie. 68,5 % de la superficie communale est en aléa moyen ou fort (44,5 % au niveau départemental et 48,5 % au niveau national). Sur les 33 bâtiments dénombrés sur la commune en 2019, 13 sont en aléa moyen ou fort, soit 39 %, à comparer aux 75 % au niveau départemental et 54 % au niveau national. Une cartographie de l'exposition du territoire national au retrait gonflement des sols argileux est disponible sur le site du BRGM,.
Par ailleurs, afin de mieux appréhender le risque d’affaissement de terrain, l'inventaire national des cavités souterraines permet de localiser celles situées sur la commune.
Concernant les mouvements de terrains, la commune a été reconnue en état de catastrophe naturelle au titre des dommages causés par des mouvements de terrain en 1999.

#### Risque particulier
Dans plusieurs parties du territoire national, le radon, accumulé dans certains logements ou autres locaux, peut constituer une source significative d’exposition de la population aux rayonnements ionisants. Certaines communes du département sont concernées par le risque radon à un niveau plus ou moins élevé. Selon la classification de 2018, la commune de Villenave-près-Béarn est classée en zone 2, à savoir zone à potentiel radon faible mais sur lesquelles des facteurs géologiques particuliers peuvent faciliter le transfert du radon vers les bâtiments.

## Toponymie

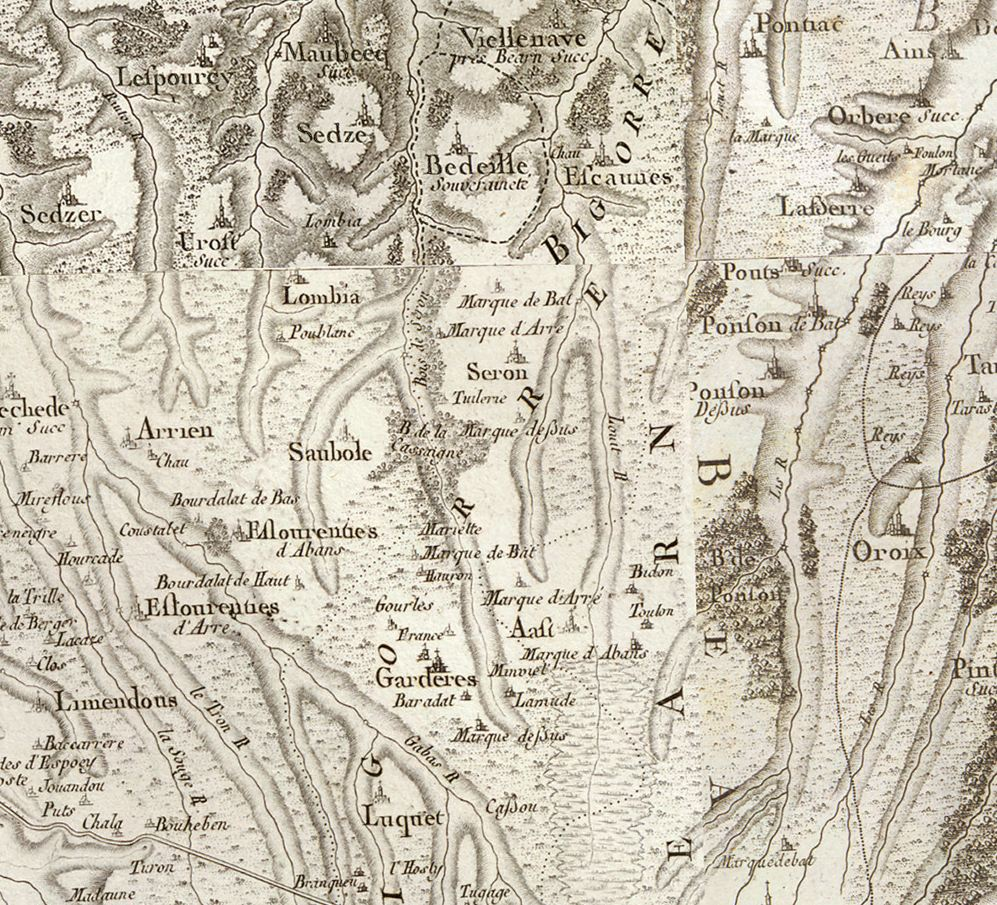
Extrait de la carte de Cassini (entre 1756 et 1789) situant Villenave-près-Béarn dans les enclaves à l'ouest des Hautes-Pyrénées.

On trouvera les principales informations dans le Dictionnaire toponymique des communes des Hautes-Pyrénées de Michel Grosclaude et Jean-François Le Nail qui rapporte les dénominations historiques du village :
Dénominations historiques :
- Bielanaba, Villa Noua, Billa Naue (1429, censier de Bigorre) ;
- Viellenabe (1670, registres paroissiaux) ;
- Villenave en Bigorre (1789, cahiers doléances Bigorre) ;
- Viellenave-près-Béarn (1790, Département 1) ;
- Villenave-près-Béarn  (1790, Département 2) ;
- Viellenave Béarn (fin XVIIIe siècle, carte de Cassini).

Étymologie : du gascon vièla (= ville, village) et nava (neuve) ; du latin villa nova.
Nom occitan : Vièlanava.

## Histoire
Le plateau des enclaves est un plateau triangulaire, formé par des débris arrachés aux Pyrénées, roulés par les glaciers et par les eaux. Ce glacis a été entaillé par l'ancien gave de Gavarnie où coulent actuellement l'Adour et l'Echez. Les promeneurs apercevront peut-être au détour d'un chemin, « l'arbre de Noël », ou collecteur d'un puits de pétrole, le précieux liquide jaillissant dans la commune.
 
La présence humaine dans la commune est attestée dès le Néolithique, ou âge de la pierre polie, aux temps préhistoriques.

Les Hautes-Pyrénées partagent, avec quelques départements, la particularité de posséder des communes dont le territoire administratif est séparé du territoire départemental et se trouvent complètement incluses dans le département voisin, c'est le cas de la commune de Villenave-près-Béarn.

Les premiers habitants attribuèrent le nom de « Billa Nave » à leur commune en 1429, « Viellenabe » en 1670, « Villenave en Bigorre » en 1789 et « Villenave près Béarn » en 1790.

### Cadastre napoléonien de Villenave-près-Béarn
Le plan cadastral napoléonien de Villenave-près-Béarn est consultable sur le site des archives départementales des Hautes-Pyrénées.

## Politique et administration

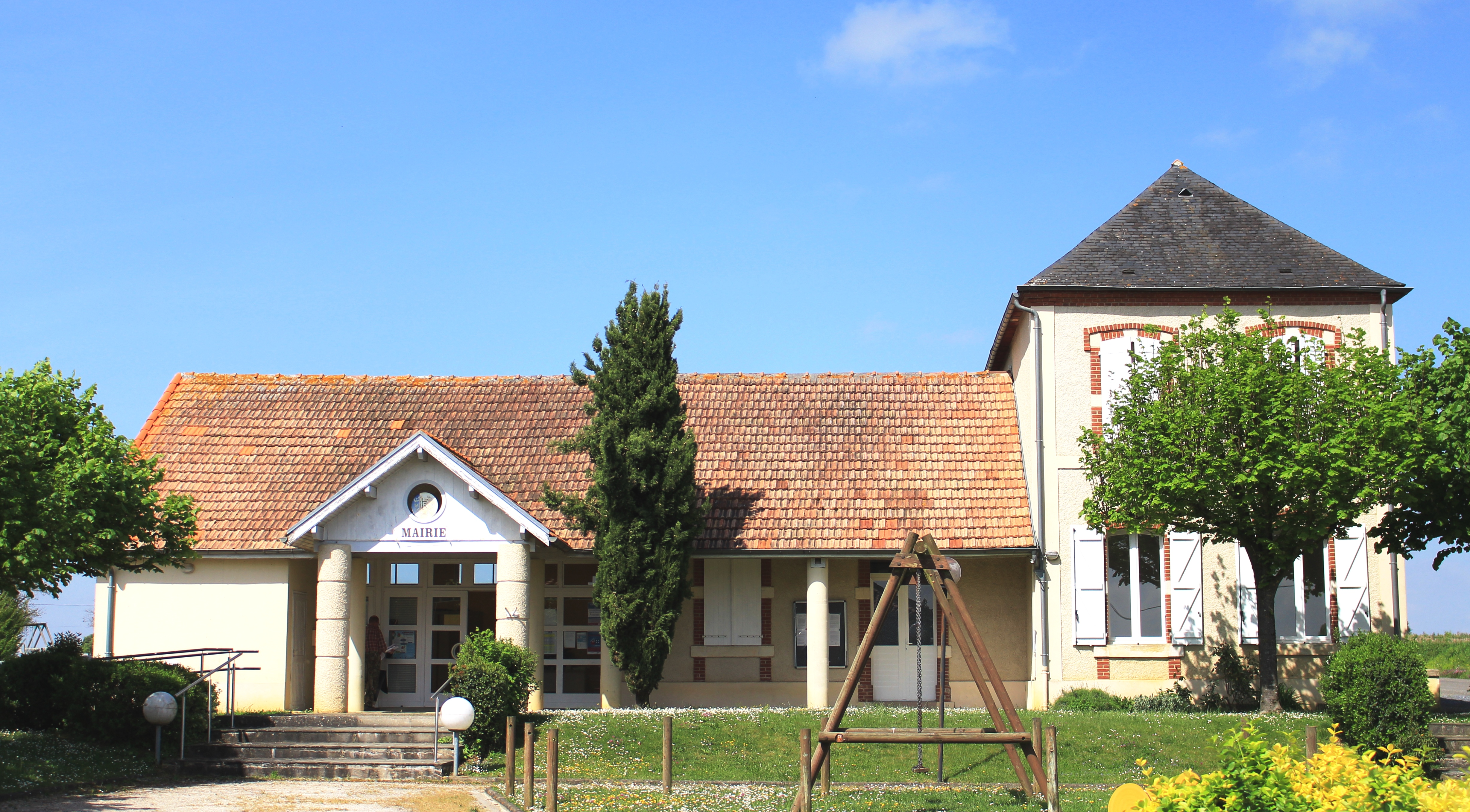
La mairie en 2018.

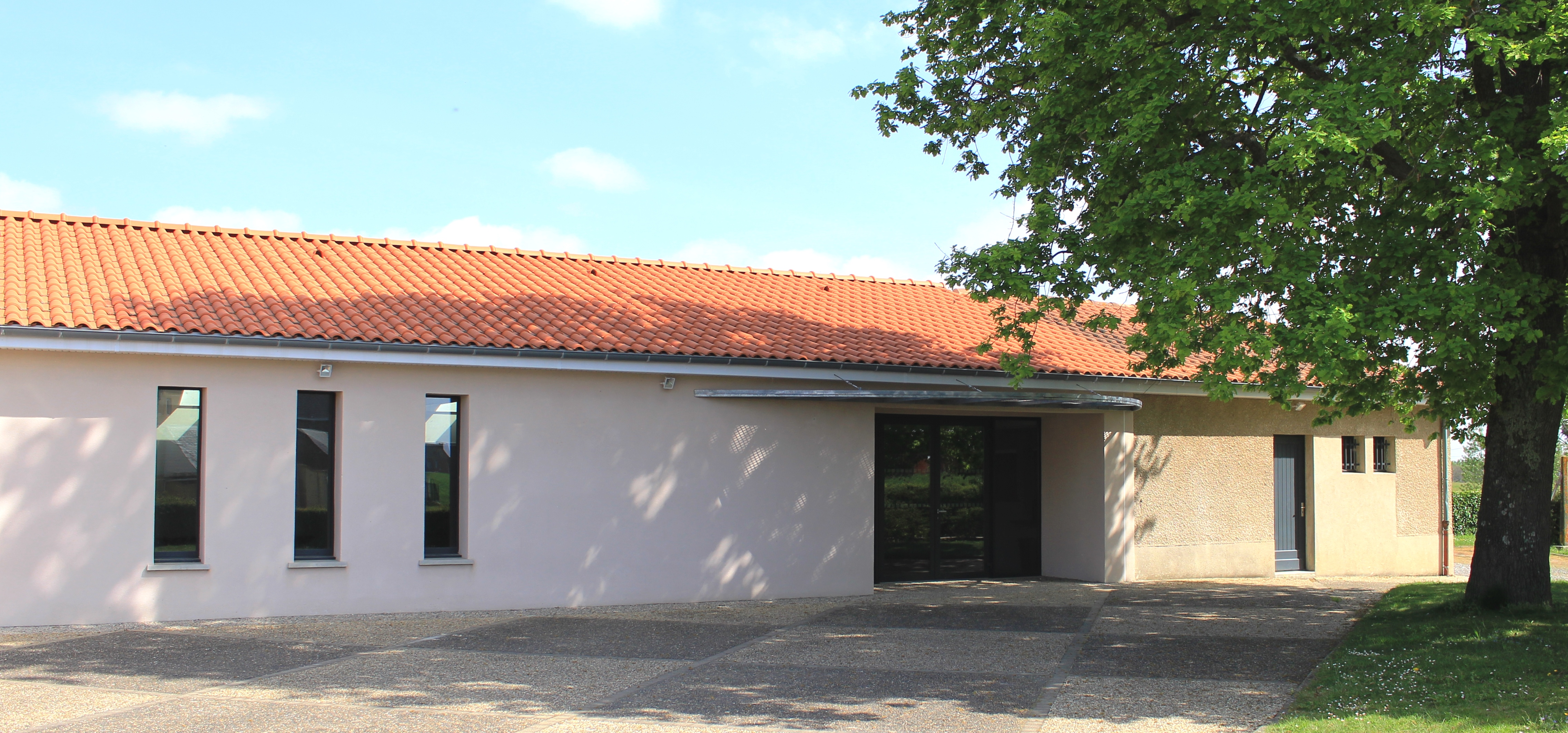
Le foyer rural en 2018.

### Liste des maires
| Période                                  | Période   | Identité           | Étiquette | Qualité |
| ---------------------------------------- | --------- | ------------------ | --------- | ------- |
| Les données manquantes sont à compléter. |           |                    |           |         |
| mars 1959                                | mars 1995 | Joseph Fontarrabie |           |         |
| mars 1995                                | mars 2001 | Jean-Marc Lapoudge |           |         |
| mars 2001                                | mars 2014 | Marcel Lamarque    |           |         |
| mars 2014                                | 2020      | Serge Cournet      |           |         |
| 2020                                     | En cours  | Carine Arruyer     |           |         |

### Historique administratif
Pays et sénéchaussée de Bigorre, quarteron de Tarbes, canton de Vic (1790), d'Ossun (1801), de Vic-en-Bigorre (1921).

### Intercommunalité
Villenave-près-Béarn appartient à la communauté de communes Adour Madiran créée en janvier 2017 qui a la particularité de réunir 72 communes de Bigorre et Béarn.

## Population et société

### Démographie

#### Évolution démographique
| 1793 | 1800 | 1806 | 1821 | 1831 | 1836 | 1841 | 1846 | 1851 |
| ---- | ---- | ---- | ---- | ---- | ---- | ---- | ---- | ---- |
| 137  | 137  | 181  | 167  | 178  | 181  | 183  | 182  | 170  |

| 1856 | 1861 | 1866 | 1876 | 1881 | 1886 | 1891 | 1896 | 1901 |
| ---- | ---- | ---- | ---- | ---- | ---- | ---- | ---- | ---- |
| 165  | 145  | 129  | 145  | 136  | 142  | 140  | 126  | 129  |

| 1906 | 1911 | 1921 | 1926 | 1931 | 1936 | 1946 | 1954 | 1962 |
| ---- | ---- | ---- | ---- | ---- | ---- | ---- | ---- | ---- |
| 125  | 110  | 107  | 106  | 100  | 98   | 89   | 94   | 103  |

| 1968 | 1975 | 1982 | 1990 | 1999 | 2006 | 2008 | 2013 | 2018 |
| ---- | ---- | ---- | ---- | ---- | ---- | ---- | ---- | ---- |
| 93   | 82   | 60   | 59   | 52   | 58   | 60   | 54   | 63   |

| 2022 | - | - | - | - | - | - | - | - |
| ---- | - | - | - | - | - | - | - | - |
| 69   | - | - | - | - | - | - | - | - |

### Enseignement
La commune dépend de l'académie de Toulouse. Elle ne dispose plus d'école en 2016.

## Économie

### Emploi
|                | 2008  | 2013  | 2018  |
| -------------- | ----- | ----- | ----- |
| Commune        | 6,1 % | 0 %   | 0 %   |
| Département    | 7,7 % | 9,4 % | 9,8 % |
| France entière | 8,3 % | 10 %  | 10 %  |

En 2018, la population âgée de 15 à 64 ans s'élève à 37 personnes, parmi lesquelles on compte 81,1 % d'actifs (81,1 % ayant un emploi et 0 % de chômeurs) et 18,9 % d'inactifs,. Depuis 2008, le taux de chômage communal (au sens du recensement) des 15-64 ans est inférieur à celui de la France et du département.
La commune fait partie de la couronne de l'aire d'attraction de Pau, du fait qu'au moins 15 % des actifs travaillent dans le pôle,. Elle compte 13 emplois en 2018, contre 12 en 2013 et 14 en 2008. Le nombre d'actifs ayant un emploi résidant dans la commune est de 30, soit un indicateur de concentration d'emploi de 43,5 % et un taux d'activité parmi les 15 ans ou plus de 56,6 %.
Sur ces 30 actifs de 15 ans ou plus ayant un emploi, 5 travaillent dans la commune, soit 17 % des habitants. Pour se rendre au travail, 90 % des habitants utilisent un véhicule personnel ou de fonction à quatre roues et 10 % n'ont pas besoin de transport (travail au domicile).

## Culture locale et patrimoine

### Lieux et monuments

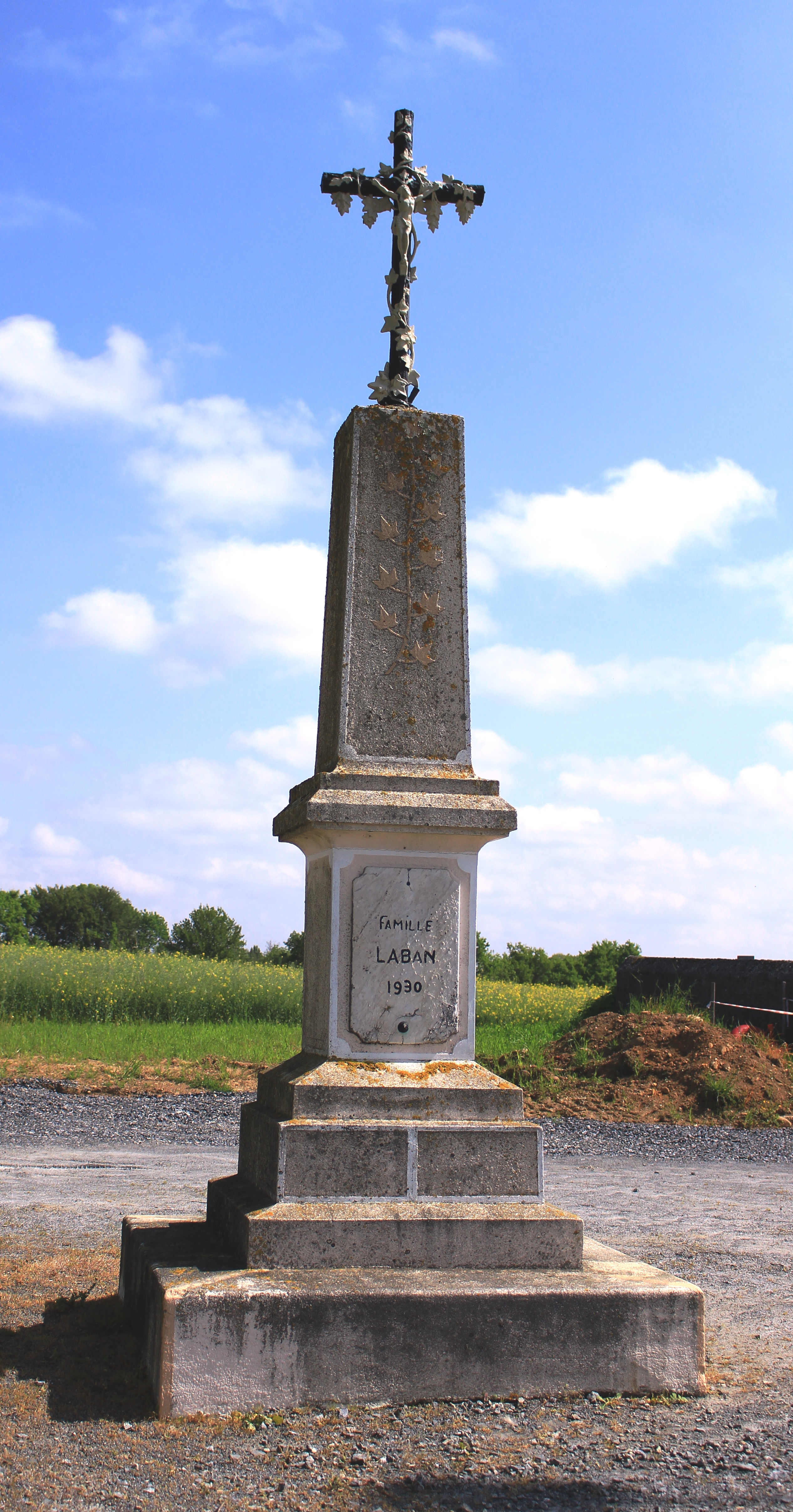
Une croix.

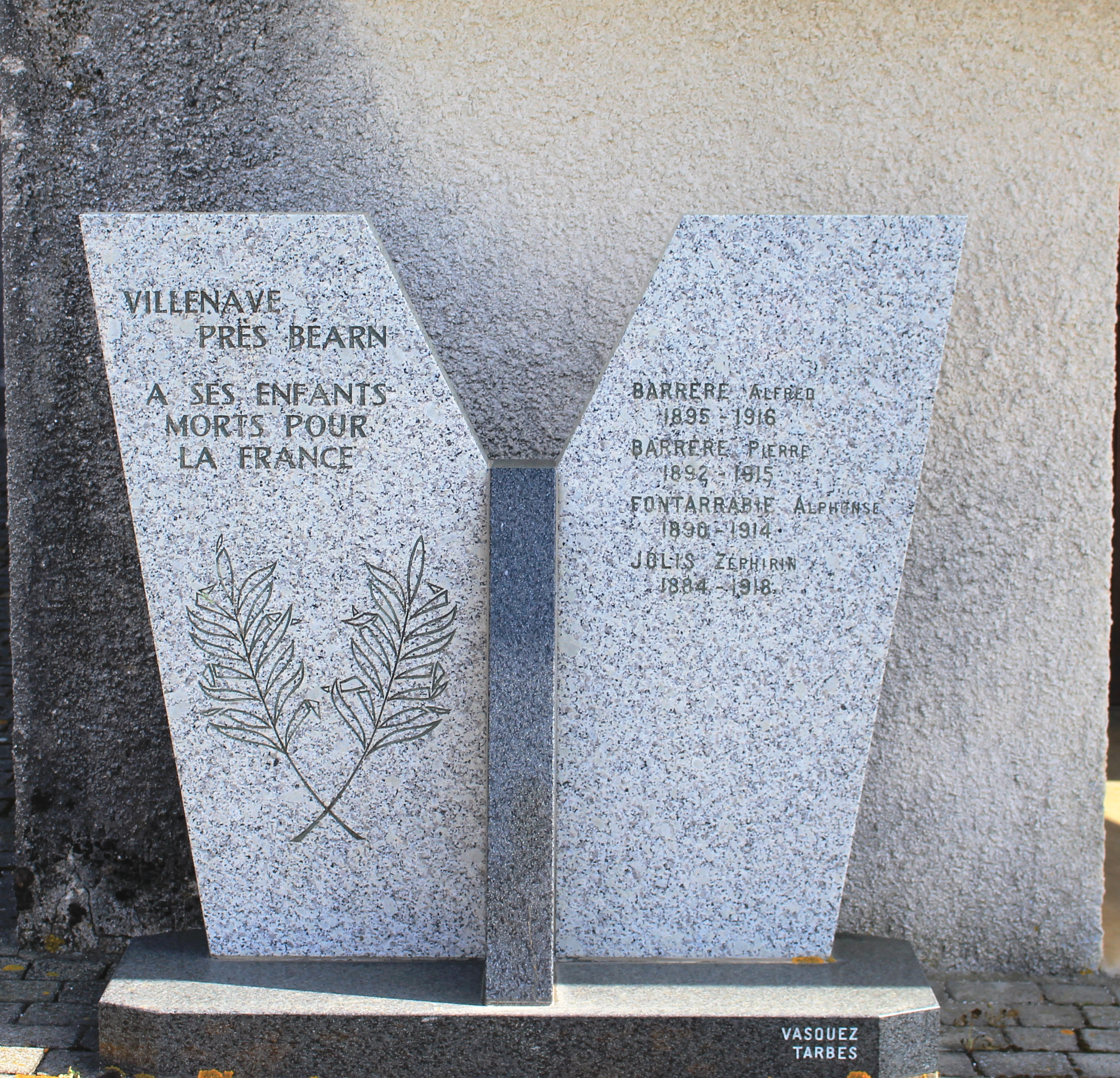
Le monument aux morts municipal.

L'église Notre-Dame-de-l'Assomption de Villenave-près-Béarn est le seul bâtiment ancien de la commune. Il s'agirait de l'ancienne chapelle du château médiéval de Villenave-près-Béarn dont il ne subsiste rien. Cette église a été très remaniée et il ne reste plus que des claveaux de portes gothiques remployés témoignant de ses origines médiévales.
On peut apercevoir les ruines d'un ancien moulin à vent à l'ouest de la commune, sur la route menant à Séron. La porte de cet édifice très rare dans la région aurait été déposée au Musée Massey à Tarbes.

Sélection de vues de L'Église Notre-Dame-de-l'Assomption en 2018.
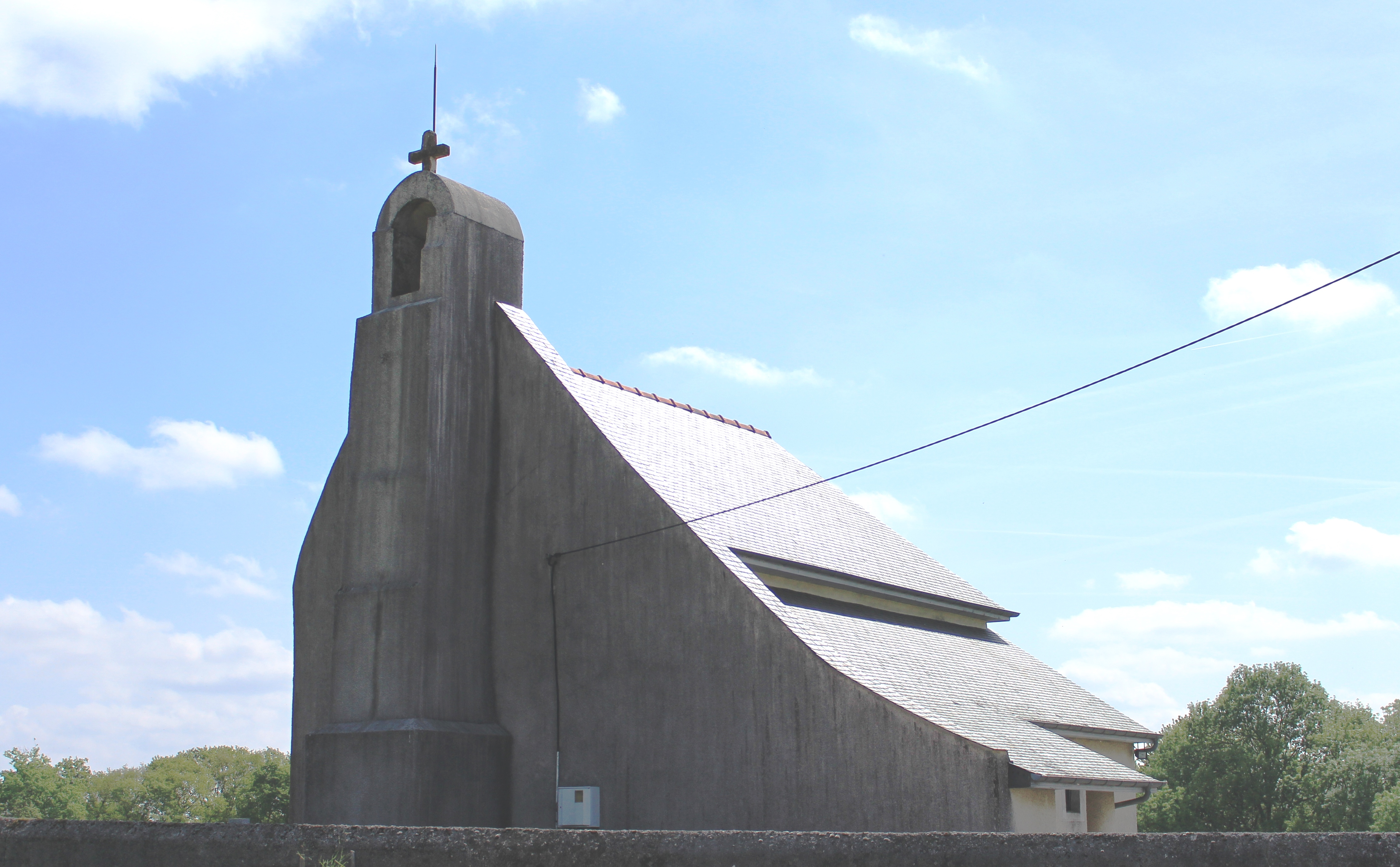
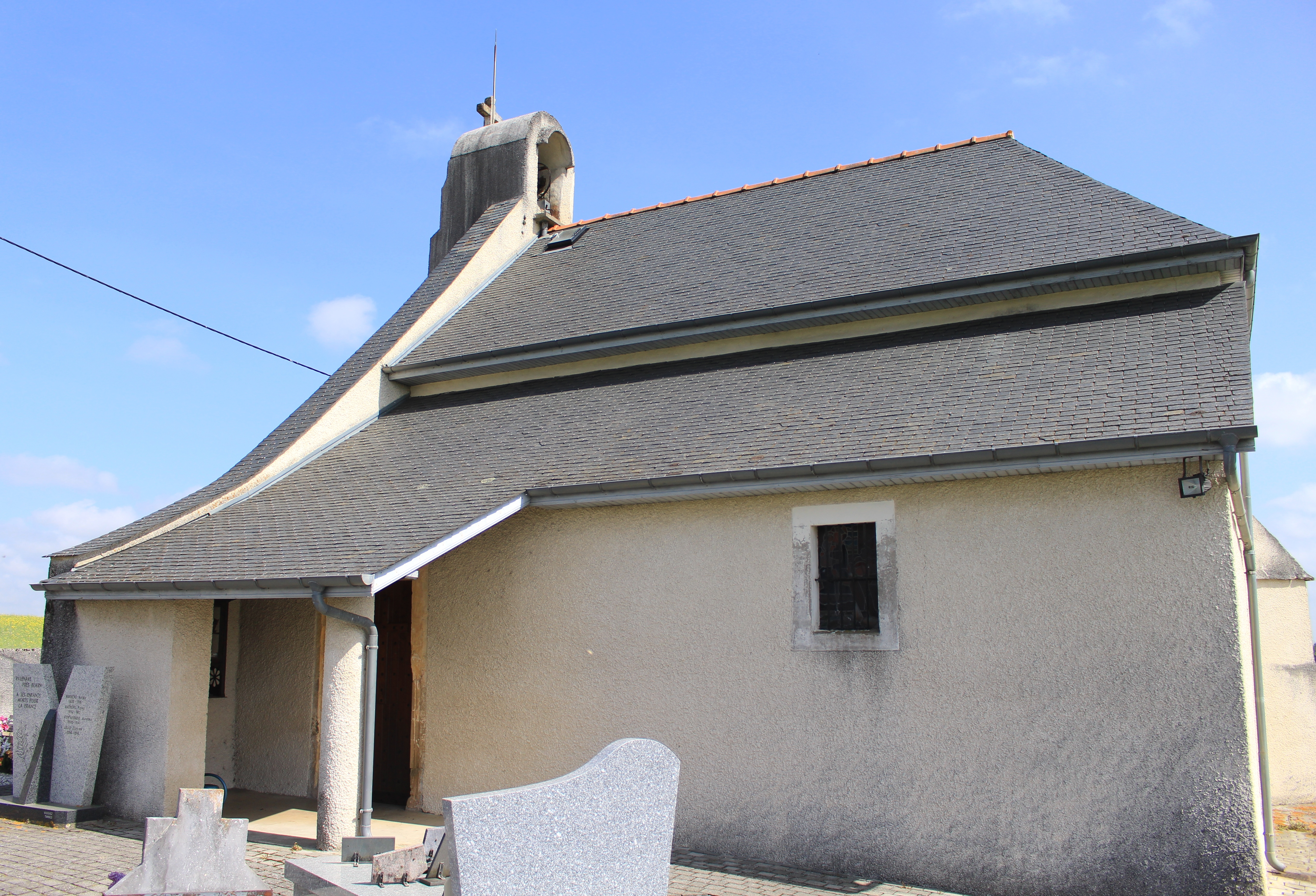

### Héraldique et devise
| Blason | Blasonnement : D’argent à la croix de Malte d’azur ; au chef d’azur chargé de trois croissants d’or. Commentaires : Ce blason est officiel (vérifié auprès de la mairie). |